# 熱烈
『熱烈』（ねつれつ、原題：热烈、英題：One and Only）は、ダー・ポン（大鵬）が監督をした2023年公開の中国のコメディ映画。ワン・イーボー（王一博）、ホアン・ボー（黄渤）らが出演する。
日本では2023東京・中国映画週間、2023大阪・中国映画週間で上映された後、2024年9月6日に全国公開された。

## あらすじ
丁雷（ディン・レイ）は、情熱的で誠実に夢を追いかける青年ダンサーの陳爍（チェン・シュオ）に出会った。偶然丁雷が運営するストリートダンス団の「惊叹号」に加入する。そこには個性豊かな実力派ダンサーがいて、笑いが絶えない。陳爍はステージに立つ機会を無駄にしたくないが、思うようにいかない。最新予告の「夢追い版」には、家族と夢の間で綱引きになりながらも、家族を養うために懸命に働き、夢に向かって前進する姿が描かれている。

## 登場人物・キャスト
陳爍（チェン・シュオ）
演 - ワン・イーボー（王一博）、日本語吹替 - 立花慎之介
ダンスに対して情熱を持つ少年。
丁雷（ディン・レイ）
演 - ホアン・ボー（黄渤）、日本語吹替 - 佐藤せつじ
「惊叹号」の団長。
陳爍の母
演 - リウ・ミンタオ（劉敏涛）、日本語吹替 - 須川晶紀

谢哥（シエ）
演 - シャオ・シェンヤン（小沈陽）、日本語吹替 - 星祐樹

李明珠（リー・ミンジュー）
演 - ラレイナ・ソン（宋祖児）、日本語吹替 - 川上ひろみ

辣椒（チリ）
演 - ワン・フェイフェイ（王霏霏）、日本語吹替 - 杏寺円花

陳爍の叔父
演 - 岳雲鵬（ユエ・ユンパン）

-
演 - 張子賢

-
演 - 蒋龍

凯文 Kevin
演 - 卡斯柏

## スタッフ
- 監督：ダー・ポン（中国語版）（大鵬）
- 脚本：スー・ビョウ（蘇彪）、ダー・ポン（大鵬）
- 撮影：銭添添、钟锐
- 製作：陳祉希
- 編集：屠亦然、张一博、黄曾鸿辰

## 受賞記録
- 微博电影之夜 年度最受期待影片 (2022年)
- 2023微博电影之夜 年度关注影片 (2023年)